# Orthodera insularis
Orthodera insularis är en bönsyrseart som beskrevs av Max Beier 1952. Orthodera insularis ingår i släktet Orthodera och familjen Mantidae. Inga underarter finns listade i Catalogue of Life.